# Malaryta
Malaryta (bělorusky Маларыта, rusky Малорита – Malorita) je město v Brestské oblasti v Bělorusku. K roku 2017 v něm žilo bezmála dvanáct tisíc obyvatel.

## Poloha a doprava
Malaryta leží zhruba padesát kilometrů jihovýchodně od Brestu, správního střediska oblasti, v jihozápadním cípu Běloruska – od bělorusko-ukrajinské hranice je vzdálena jen zhruba deset kilometrů severozápadně, od bělorusko-polské hranice jen zhruba třicet kilometrů východně.
Z jihovýchodu z ukrajinského Kovelu na severozápad do Brestu přes Malarytu prochází železniční trať Kovel – Brest. Z jihozápadu přichází do Malaryty silnice z polské Włodawy procházející přes ukrajinskou vesnici Pišča, která se severovýchodně od Malaryty připojuje na dálnici M12 pokračující severovýchodně směrem na Kobryn.

## Dějiny
Městem je Malaryta od roku 1970.

### Rodáci
- Leanid Arkadzjevič Taraněnka (* 1956) – vzpěrač